# Cattedrale di San Giacomo (Santiago del Cile)

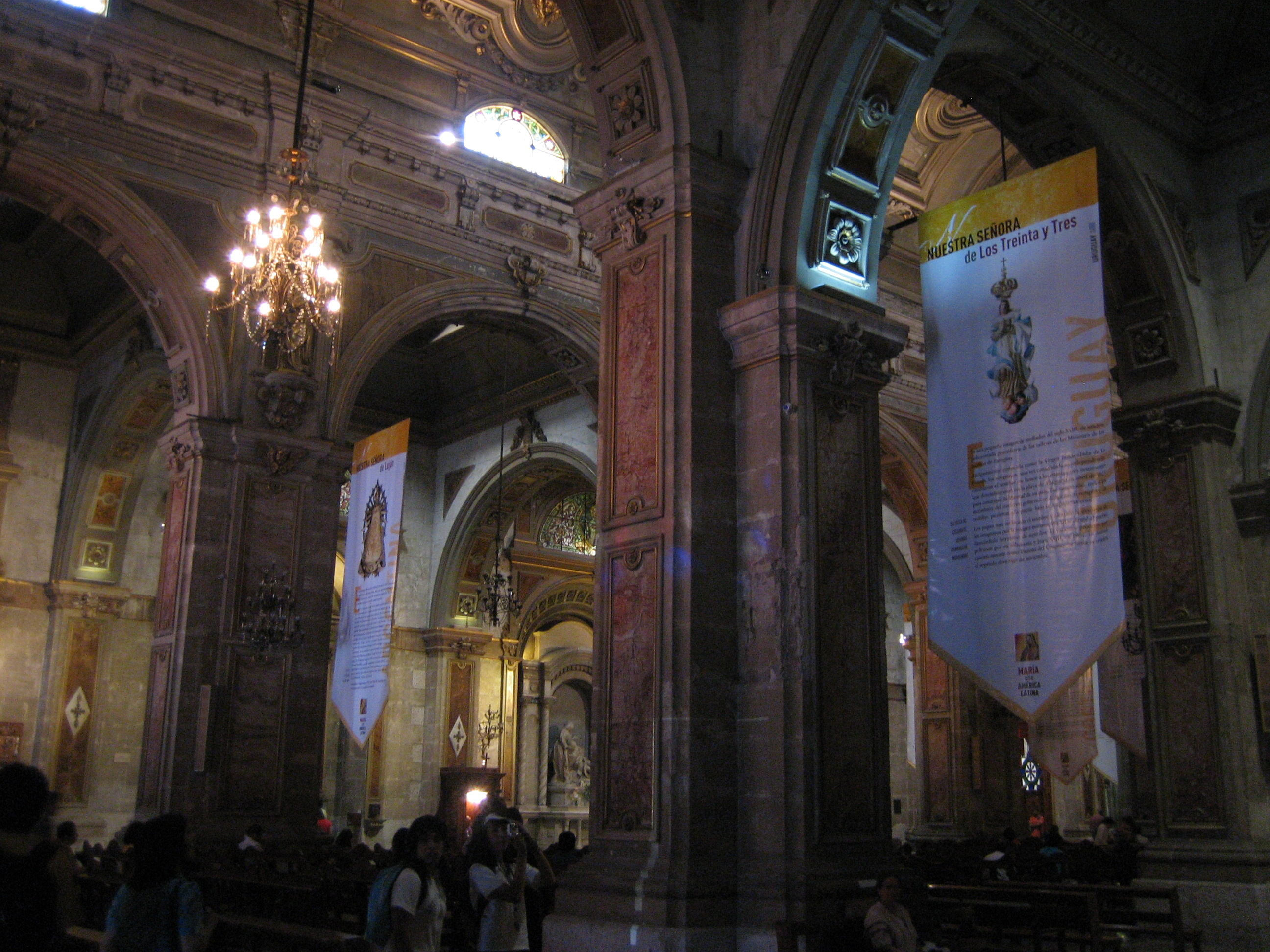
Interno della Cattedrale di Santiago

La cattedrale di San Giacomo (in spagnolo: Catedral Metropolitana de Santiago) è la chiesa cattedrale dell'arcidiocesi di Santiago del Cile, nella città omonima.

## Storia
Nel 1541 il conquistador Pedro de Valdivia incaricò il suo architetto Pedro de Gamboa di progettare una nuova città dove stabilire la sua amministrazione dove sorge l'odierna Santiago. La città venne concepita con una pianta militare, con strade che si intersecano ad angolo retto e che convergono verso gli edifici principali: casa del governatore, il carcere e la chiesa. Il 27 giugno del 1561 venne eretta la diocesi di Santiago, per scissione dall'arcidiocesi di Lima e dalla diocesi di La Plata.
La prima cattedrale fu costruita nel 1566. I lavori di questa prima chiesa proseguirono fino al 1600, ma nel 1648 un potente terremoto fece crollare l'edificio. La ricostruzione, venne ostacolata da un nuovo terremoto nel 1657, che causò ulteriori danni. Dopo ulteriori trent'anni di lavoro, la nuova cattedrale venne consacrata nel 1687.
Nel 1730 un altro terremoto colpì nuovamente l'edificio, rendendo necessaria la costruzione di una nuova cattedrale, l'attuale, i cui lavori iniziarono nel 1748, sotto la supervisione dell'architetto Matías Vázquez Acuña. I lavori strutturali vennero completati nel 1775, mentre la realizzazione della facciata ha avuto inizio nel 1780 mentre le torri sono state completate nel 1800.
Il 21 maggio 1840 la cattedrale è elevata a cattedrale metropolitana.